# El diario de Christopher: hermano secreto
Secret Brother —en español: El diario de Christopher: hermano secreto—  es una novela de ficción gótica acreditada ante V. C. Andrews publicado por Pocket Books en edición de bolsillo y por Simon & Schuster en tapa dura. El libro es la secuela de El diario de Christopher: Ecos de Dollanganger.

## Trama
La historia de Dollanganger más inesperada de todas, nueva del autor de Flores en el ático y Pétalos al viento, ambos ahora importantes eventos cinematográficos de Lifetime.
Un niño sufre amnesia debido a un trauma que sufrió en lo que parece haber sido otra vida. Ha sido adoptado por una familia adinerada, pero ¿qué pasará cuando descubra la verdad sobre su pasado?

## Historial de publicación
- Pocket Books (2015): ISBN 9781476792354